# إتش بي. بيلي
إتش بي. بيلي (بالإنجليزية: H. B. Bailey)‏ هو مهندس أمريكي، ولد في 15 نوفمبر 1936 في هيوستن في الولايات المتحدة، وتوفي في 17 أبريل 2003 بسبب نوبة قلبية.

## وصلات خارجية
- إتش بي. بيلي على موقع Racing-Reference.info (الإنجليزية)